# Psylliodes convexior
Psylliodes convexior är en skalbaggsart som beskrevs av J. L. Leconte 1857. Psylliodes convexior ingår i släktet Psylliodes och familjen bladbaggar. Inga underarter finns listade i Catalogue of Life.